# MaK G 1206
Die Lokomotiven G 1206 sind dieselhydraulische Lokomotiven, die von der Maschinenbau Kiel (MaK) entwickelt wurden. MaK wurde 1998 von Vossloh gekauft und firmiert seither als Vossloh Locomotives. Die Achsfolge der MaK G 1206 ist B’B’. Sie haben eine Leistung von wahlweise 1500 oder 1570 kW und erreichen je nach Ausführung Geschwindigkeiten von bis zu 100 km/h. Eingebaut werden Motoren von Caterpillar oder MTU Friedrichshafen. Je nach Ausrüstungsvariante liegt die Dienstmasse zwischen 84 und 90 t. Der Tankinhalt beträgt 3150 l.
Im deutschen Fahrzeugeinstellungsregister sind für die Lokomotiven die Baureihennummern 92 80 1275 (bis 100 km/h Höchstgeschwindigkeit) und 1276 (über 100 km/h) für die G 1206 vorgesehen.

## Einsatz

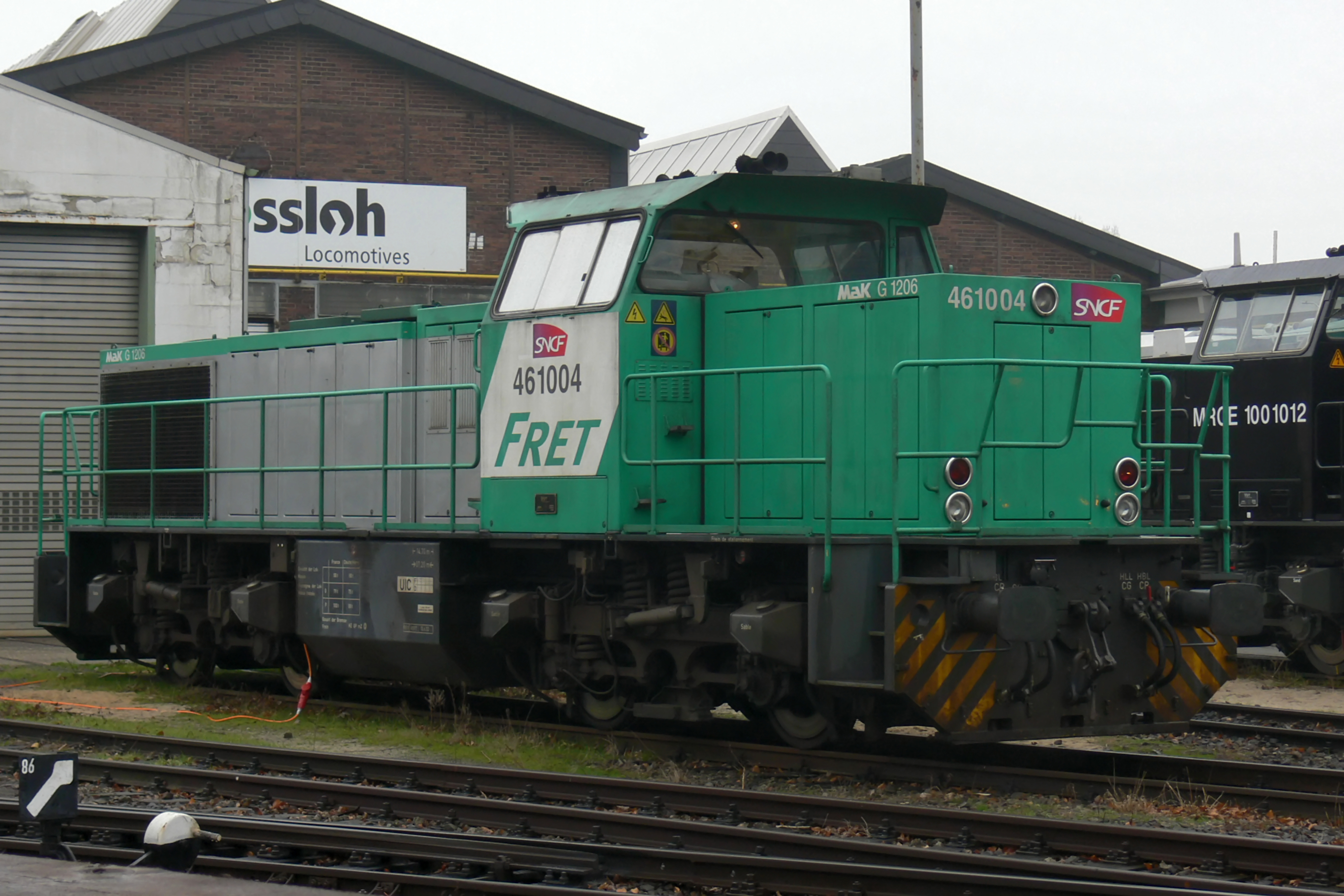
G 1206 als BB 61000 der Fret SNCF

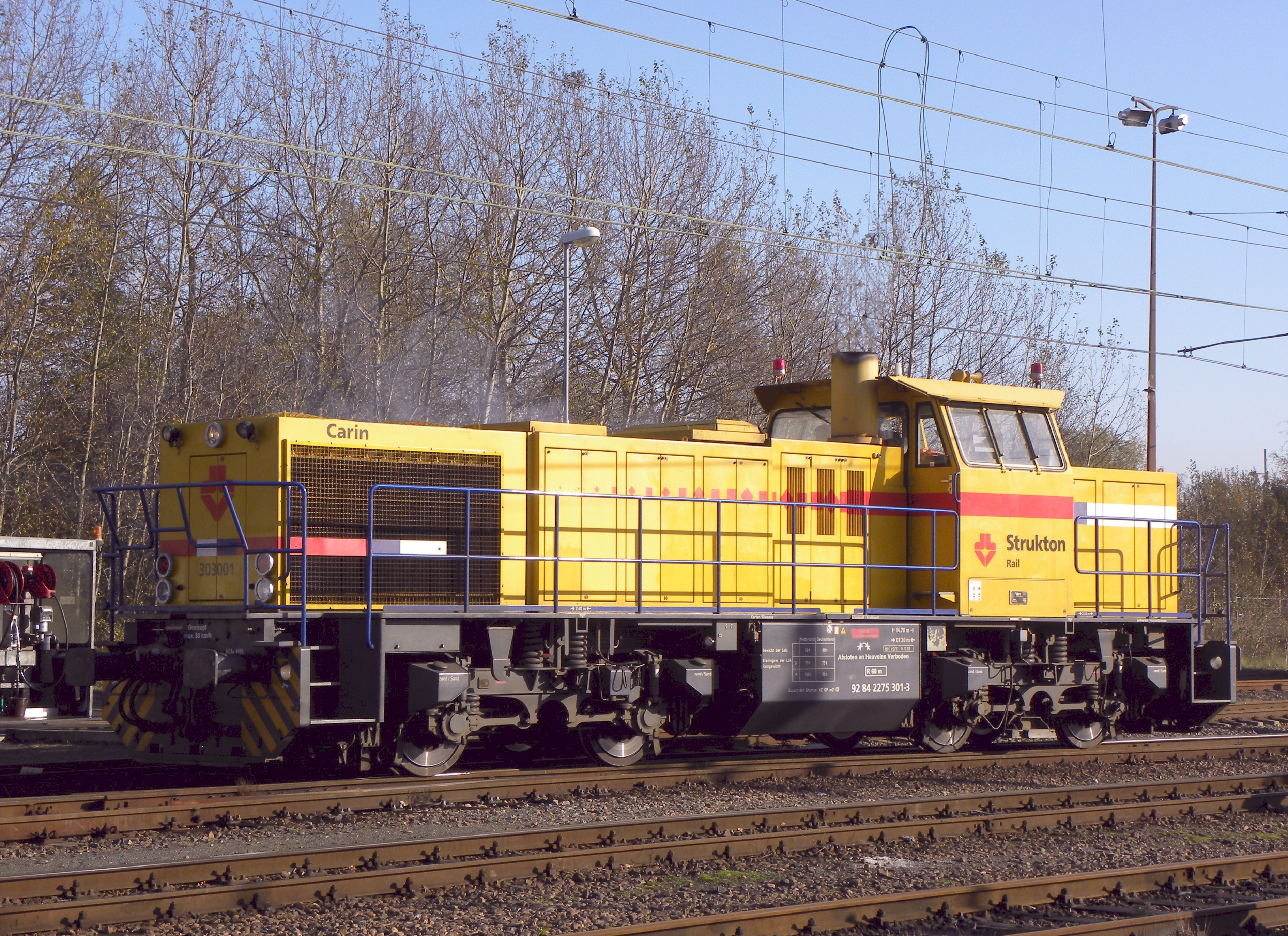
G 1206 von Strukton Railinfra Materieel

Die G 1206 sind im schweren Rangier- und Streckendienst einsetzbar. 323 Stück wurden ab 1997 gebaut.
Lokomotiven dieser Bauart wurden nach Deutschland, Österreich, der Schweiz, Luxemburg (als CFL-Baureihe 1500), Italien, Spanien, den Niederlanden und nach Frankreich verkauft.
Allein 23 Lokomotiven beschaffte die SNCF als BB 61000, davon sechs mit MTU-Motor.
Die erstgebaute 1206 wurde an die RBH Logistics im Juli 1997 ausgeliefert. Sie läuft dort unter der Betriebsnummer „801“.
2006 und 2007 wurden weitere 20 Lokomotiven nach Frankreich an die Seco-Rail geliefert worden. Alle 20 Lokomotiven erhielten einem MTU-Motor (12V 4000 R41).
2006–2008 hat die Railion Deutschland einige G 1206 angemietet und unter der Baureihe 266 (eine Sammelbezeichnung für diverse angemietete Loktypen) eingereiht. Diese Stamm- und Ordnungsnummern werden jedoch nicht an den Lokomotiven angebracht.
Bei der in Karlsruhe ansässigen Albtal-Verkehrs-Gesellschaft kommen vier Diesellokomotiven des Typs G 1206 zum Einsatz.

## Technische Angaben
Der leistungsfähige Dieselmotor machte eine entsprechende Kühlanlage mit zwei Kühlertürmen notwendig. Dadurch wurden die Lokomotiven länger als ihre Vorgänger. Die ersten Lokomotiven für die RAG und die Dortmunder Eisenbahn hatten die herkömmlichen MaK-Drehgestelle und waren für 80 km/h zugelassen. Die für die schwedische Banverket gelieferten Lokomotiven wurden mit neuen Drehgestellen mit lemniskatenlenkergeführten Radsätzen ausgerüstet. Damit war eine Höchstgeschwindigkeit von 100 km/h möglich.
Die Lokomotiven mit Caterpillar-Motor haben etwas höhere und breitere Motorvorbauten.

## Weiterentwicklungen

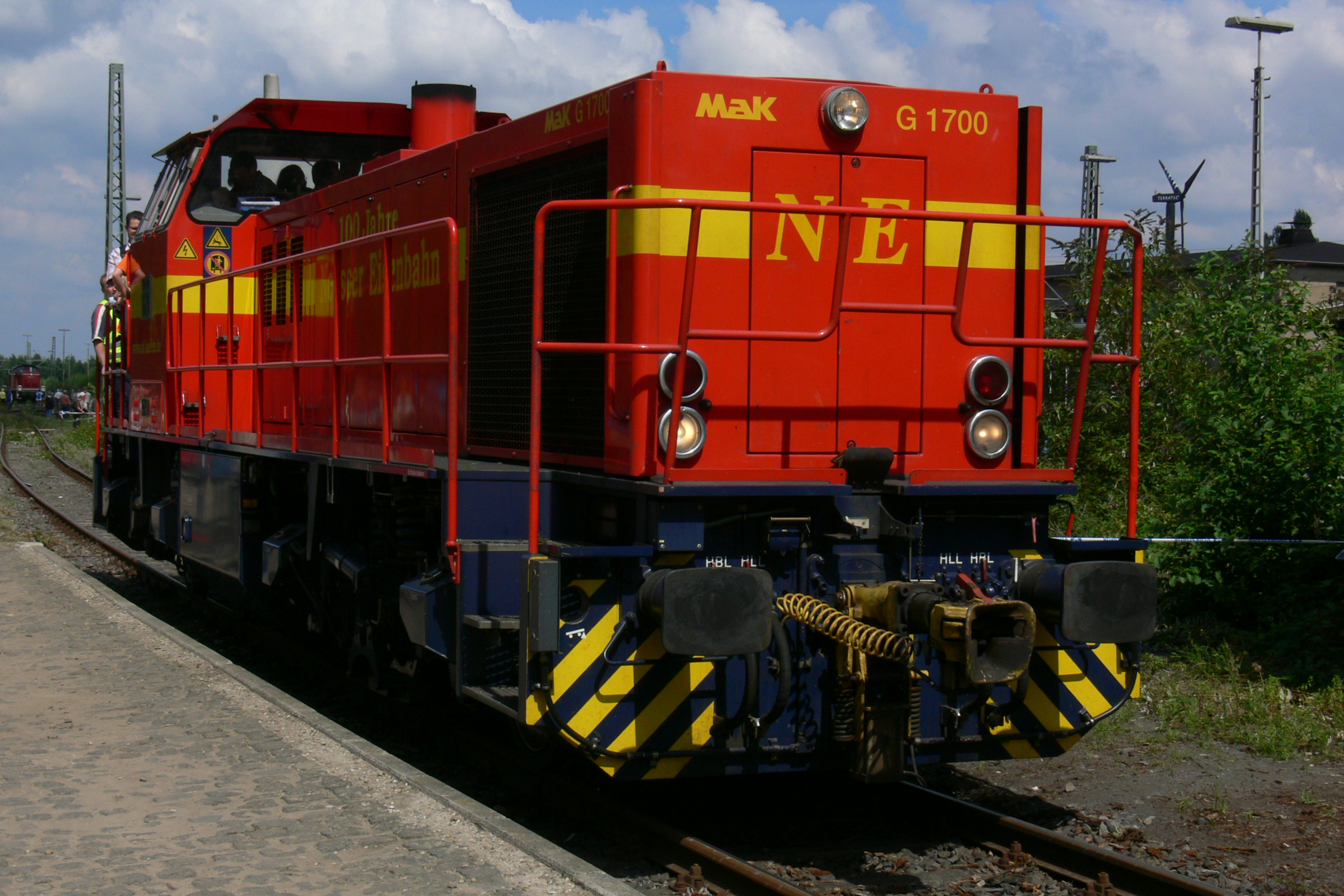
Vossloh G 1700 BB als Lok VIII der Neusser Eisenbahn in Kaldenkirchen

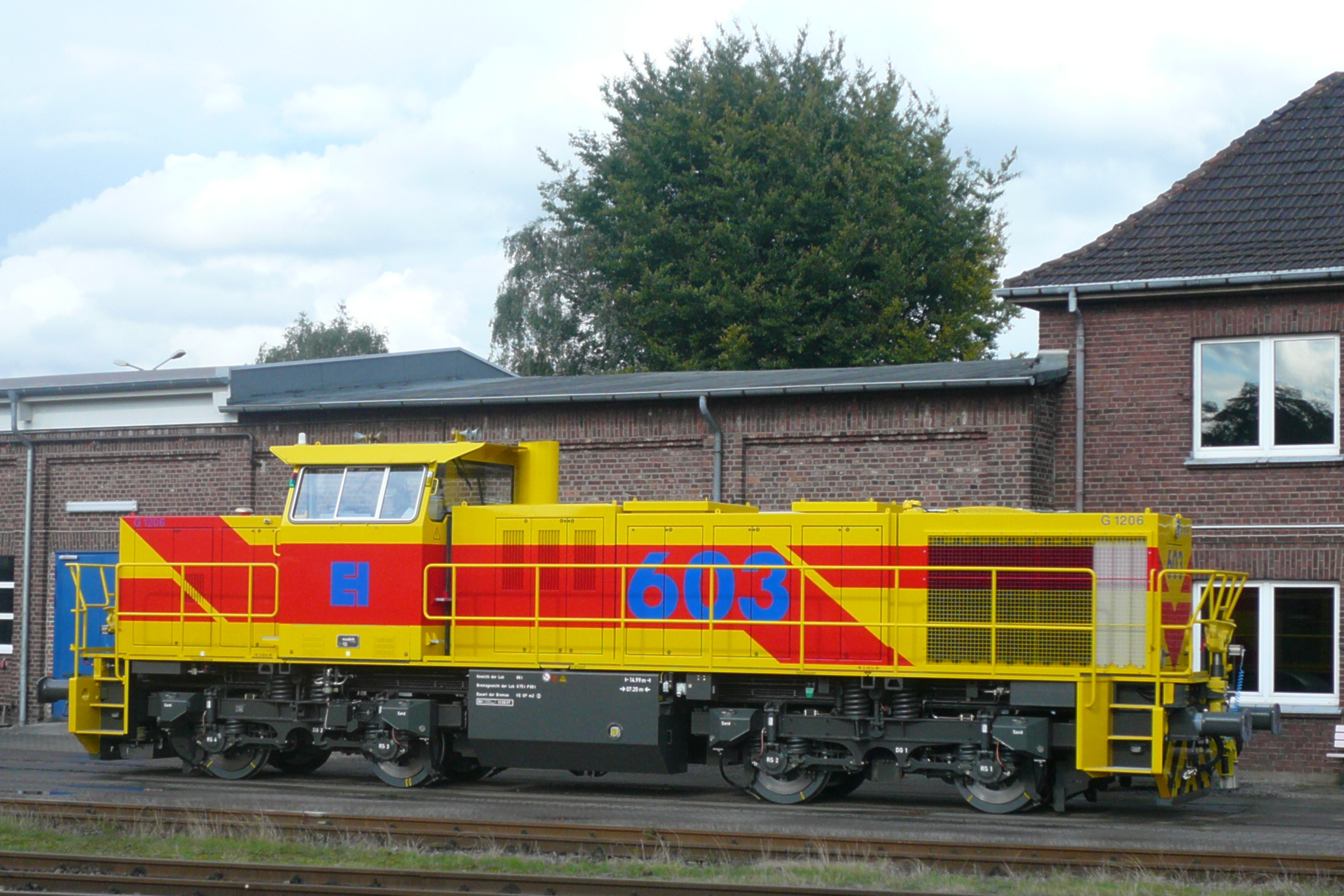
MaK G 1206-2 als Lok 603 der E&H in Moers

Eine Weiterentwicklung der MaK G 1206 ist die Vossloh G 1700 BB. In erster Linie wurde dabei der Rahmen so geändert, dass die Vossloh-Standarddrehgestelle verwendet werden konnten. Motorisiert wurden die Lokomotiven dieser Bauart mit Dieselmotoren MTU 12V 4000 R20 mit einer unveränderten Leistung von 1500 kW. Es wurden jedoch nur sechs Lokomotiven gebaut, davon zwei mit Drehgestellen für iberische Breitspur (1668 mm).
Bei der G 1700-2 BB dagegen handelt es sich um eine komplette Neuentwicklung.
Die G 1206-2 ist hingegen eine für den Rangierdienst modifizierte Version der ursprünglichen G 1206. Diese Lokomotiven sind mit Caterpillar-Dieselmotoren mit lediglich 920 kW und entsprechend kleineren Voith-Strömungsgetrieben ausgestattet. Sie haben auch nur ein Lüfterrad. Ihre Höchstgeschwindigkeit ist auf 50 km/h reduziert worden.